# Конгоньяс
Для посилання на аеропорт Сан-Паулу, див. Міжнародний аеропорт Конгоньяс-Сан-Паулу.
Конгоньяс (порт. Congonhas або Congonhas do Campo) — історичне місто в бразильському штаті Мінас-Жерайс. Місто розташоване за 70 км на південь від Белу-Оризонті, столиці штату, на шосе BR-040. Населення міста близько 46 тис. мешканців (2006). Муніципалітет пересікає річка Параопеба, притока річки Мараньян.
Місто відоме своїм комплексом капел, найвідоміша з яких, Святилище Ісуса Конгоньяського (Santuário de Bom Jesus de Matosinhos), спроєктована Алейжадінью, одним з найвидатніших архітекторів стилю бароко у 18 столітті, занесена до списку Світової спадшини ЮНЕСКО.
| Бразилія | Це незавершена стаття з географії Бразилії. Ви можете допомогти проєкту, виправивши або дописавши її. |